# Корова і в'язень
«Корова і в'язень» (фр. La Vache et le Prisonnier) — французька драматична кінокомедія 1959 року режисера Анрі Вернея, екранізація на основі розповіді Жака Антуана «Правдива історія» (фр. Une histoire vraie), яка була опублікована в 1945 році в книзі Моріса Декобри «Блакитна папуга» (La Perruche Bleue).

## Сюжет
Під час Другої світової війни у 1943 році французький військовополонений у Німеччині Шарль Баї (Фернандель), вирішує втекти з німецької ферми, де він працює. Його примітивна та божевільна хитрість полягала в тому, щоб перейти усю країну з коровою Маргаритою, тримаючи її за повід і з відром молока в іншій руці.
Майже досягши успіху, щоб перетнути німецько-французький кордон він кидає тварину, обіцяючи їй більше ніколи «не їсти телятину». Опинившись на станції Люневіль, він втікає від двох французьких поліцейських та вскакує на яийсь поїзд, який вирушав до … Німеччини.
Лише через два роки цей героїчний антигерой повернувся з полону «як усі».

## Ролі виконують
- Фернандель — Шарль Баї
- Рене Гавард — Бусьєр
- Бернард Муссон — Пом'є
- Моріс Назіль — Берту́
- Елена Швірс — Йозефа, відома як Марлена, фермерка
- Інгеборга Шенер — Гельґа
- Альберт Ремі — Колліне́, в'язень шталагу
- Маргарита — корова

## Навколо фільму
- Фільм мав великий успіх, лишень у 1959 році його переглянули 8 844 199 глядачів.
- Це перший французький художній фільм, який був кольоризований і вийшов 23 вересня 1990 року на телеканалі TF13.
- Після зйомок корову Маргариту мали повернути і відправити на бойню. Анрі Верней люто виступив проти цього і знайшов їй галявину в Нормандії, де вона могла пастися до приро́дного закінчення свого життя.